# Hån (Norra Ny socken, Värmland)
Hån är en sjö i Torsby kommun i Värmland och ingår i Göta älvs huvudavrinningsområde. Sjön har en area på 0,347 kvadratkilometer och ligger 291,1 meter över havet. Sjön avvattnas av vattendraget Värån (Mörtsjöbäcken).

## Delavrinningsområde
Hån ingår i det delavrinningsområde (670921-136202) som SMHI kallar för Utloppet av Hån. Medelhöjden är 329 meter över havet och ytan är 11,93 kvadratkilometer. Räknas de 4 avrinningsområdena uppströms in blir den ackumulerade arean 92,97 kvadratkilometer. Värån (Mörtsjöbäcken) som avvattnar avrinningsområdet har biflödesordning 2, vilket innebär att vattnet flödar genom totalt 2 vattendrag innan det når havet efter 414 kilometer. Avrinningsområdet består mestadels av skog (68 procent) och sankmarker (27 procent). Avrinningsområdet har 0,35 kvadratkilometer vattenytor vilket ger det en sjöprocent på 2,9 procent.